# 所理喜夫
所 理喜夫（ところ りきお、1929年(昭和4年)5月1日 - 2016年）は、日本史学者、駒澤大学名誉教授。

## 来歴
茨城県結城郡石下町（現在の常総市）生まれ。茨城県立下妻中学校（現在の茨城県立下妻第一高等学校）、陸軍士官学校、東京高等師範学校から東京教育大学に編入、1955年同大学院修士課程を修了し、桐朋高等学校教諭に就任。1956年東京都立城北高等学校赤羽分校（後の赤羽商業高等学校）教諭、1970年駒澤大学文学部専任講師、1972年助教授、1978年教授、1989年文学部長、1996年から1998年までは図書館長を務めた。2000年駒澤大学を定年退任、名誉教授に就任した。
1977年「徳川権力体制完成過程の基礎的研究」で東京教育大学文学博士。1991年日本学術会議会員。

## 著書
- 『徳川将軍権力の構造』吉川弘文館、1984

### 共編
- 『戦国期職人の系譜 杉山博博士追悼論集』永原慶二共編 角川書店、1989
- 『古文書の語る日本史 第6巻 江戸前期』編 筑摩書房、1989
- 『徳川家康事典』藤野保、村上直、新行紀一、小和田哲男共編 新人物往来社、1991
- 『図説日本の歴史 8 図説茨城県の歴史』網野善彦、佐久間好雄、佐々木銀弥と責任編集 河出書房新社、1995
- 『戦国大名から将軍権力へ 転換期を歩く』編 吉川弘文館、2000

## 参考
- 所理喜夫先生の古稀・ご退職によせて(所理喜夫先生退職記念号) 廣瀬良弘 駒澤史学、2000 - 03